# Vendée (departement)
Vendée (Bretons: Vande) is een Frans departement, gelegen in de regio Pays de la Loire.

## Geschiedenis
In de 16e en 17e eeuw was er in de Vendée een belangrijke protestantse minderheid. Hieronder waren ook relatief veel volgelingen van Calvijn, die enige tijd in de omgeving is geweest en daar gepreekt heeft. Veel hugenoten uit deze streken zijn ten gevolge van de vervolgingen onder Lodewijk XIV naar o.a Nederland gevlucht. Het departement was een van de 83 departementen die werden gecreëerd tijdens de Franse Revolutie, op 4 maart 1790 door uitvoering van de wet van 22 december 1789. De beroemde laatste roman Quatre-vingt-treize van Victor Hugo speelt zich af in 1793 in de Vendée, alwaar de contrarevolutionaire krachten van de Chouannerie lang standhielden en bloedig onderdrukt werden.

## Geografie
De Vendée is omgeven door de departementen Charente-Maritime (17), Loire-Atlantique (44), Maine-et-Loire (49) en Deux-Sèvres (79).
Het departement ligt aan de westkust van Frankrijk, ten zuiden van Bretagne en ten noorden van Bordeaux.
De Vendée bestaat uit de drie arrondissementen:
- Arrondissement Fontenay-le-Comte
- Arrondissement La Roche-sur-Yon
- Arrondissement Les Sables-d'Olonne

Het heeft 17 kantons en 282 gemeenten.
Kenmerkend voor een groot deel van de Vendée is het coulisselandschap: stukken weiland (minder vaak akkerland), omgeven door hoge heggen (vaak op walletjes). Dit is een cultuurlandschap dat in de late Middeleeuwen is ontstaan. Tijdens de Burgeroorlog in de Vendée, tijdens de Franse Revolutie bood deze "bocage" (landschap met veel houtwallen) goede schuilgelegenheid aan de contra-revolutionaire guerrillero's.

## Demografie

### Demografische evolutie sinds 1962
| Naam       | Index 1962 | Index 1968 | Index 1975 | Index 1982 | Index 1990 | Index 1999 | Index 2008 | Index 2019 |
| ---------- | ---------- | ---------- | ---------- | ---------- | ---------- | ---------- | ---------- | ---------- |
| Vendée     | 100,0      | 103,0      | 110,2      | 118,1      | 124,6      | 132,0      | 150,9      | 167,6      |
| Frankrijk* | 100,0      | 107,1      | 113,3      | 117,0      | 121,9      | 126,0      | 133,8      | 140,1      |

| Naam       | Inw./Km² 1962 | Inw./km² 1968 | Inw./km² 1975 | Inw./km² 1982 | Inw./km² 1990 | Inw./km² 1999 | Inw./km² 2008 | Inw./km² 2019 |
| ---------- | ------------- | ------------- | ------------- | ------------- | ------------- | ------------- | ------------- | ------------- |
| Vendée     | 60,9          | 62,7          | 67,1          | 71,9          | 75,8          | 80,3          | 91,8          | 102,0         |
| Frankrijk* | 84,2          | 90,1          | 95,4          | 98,5          | 102,7         | 106,1         | 112,7         | 119,7         |

Frankrijk* = exclusief overzeese gebieden
Bron: Recensement Populaire INSEE - 1962 tot 1999 population sans doubles comptes, nadien Population Municipale
Op 1 januari 2022 had Vendée 706.343 inwoners.

### De 10 grootste gemeenten in het departement
| #  | Gemeente              | Aantal inwoners (2022) |
| -- | --------------------- | ---------------------- |
| 1  | La Roche-sur-Yon      | 54.699                 |
| 2  | Les Sables-d'Olonne   | 48.740                 |
| 3  | Challans              | 22.890                 |
| 4  | Montaigu-Vendée       | 20.754                 |
| 5  | Les Herbiers          | 16.589                 |
| 6  | Fontenay-le-Comte     | 13.806                 |
| 7  | Saint-Hilaire-de-Riez | 12.923                 |
| 8  | Aizenay               | 10.218                 |
| 9  | Luçon                 | 9.450                  |
| 10 | Saint-Jean-de-Monts   | 8.809                  |

## Afbeeldingen

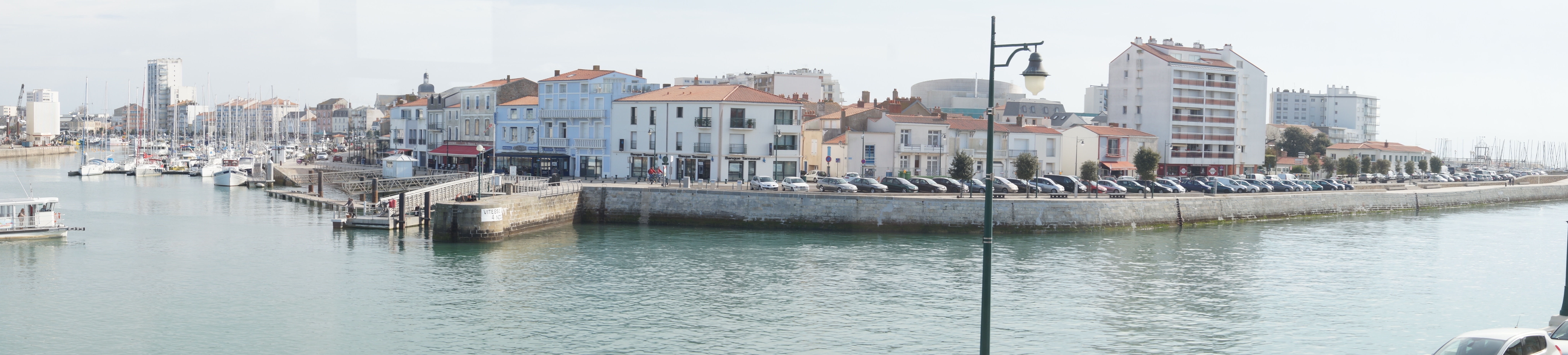
Les Sables-d'Olonne
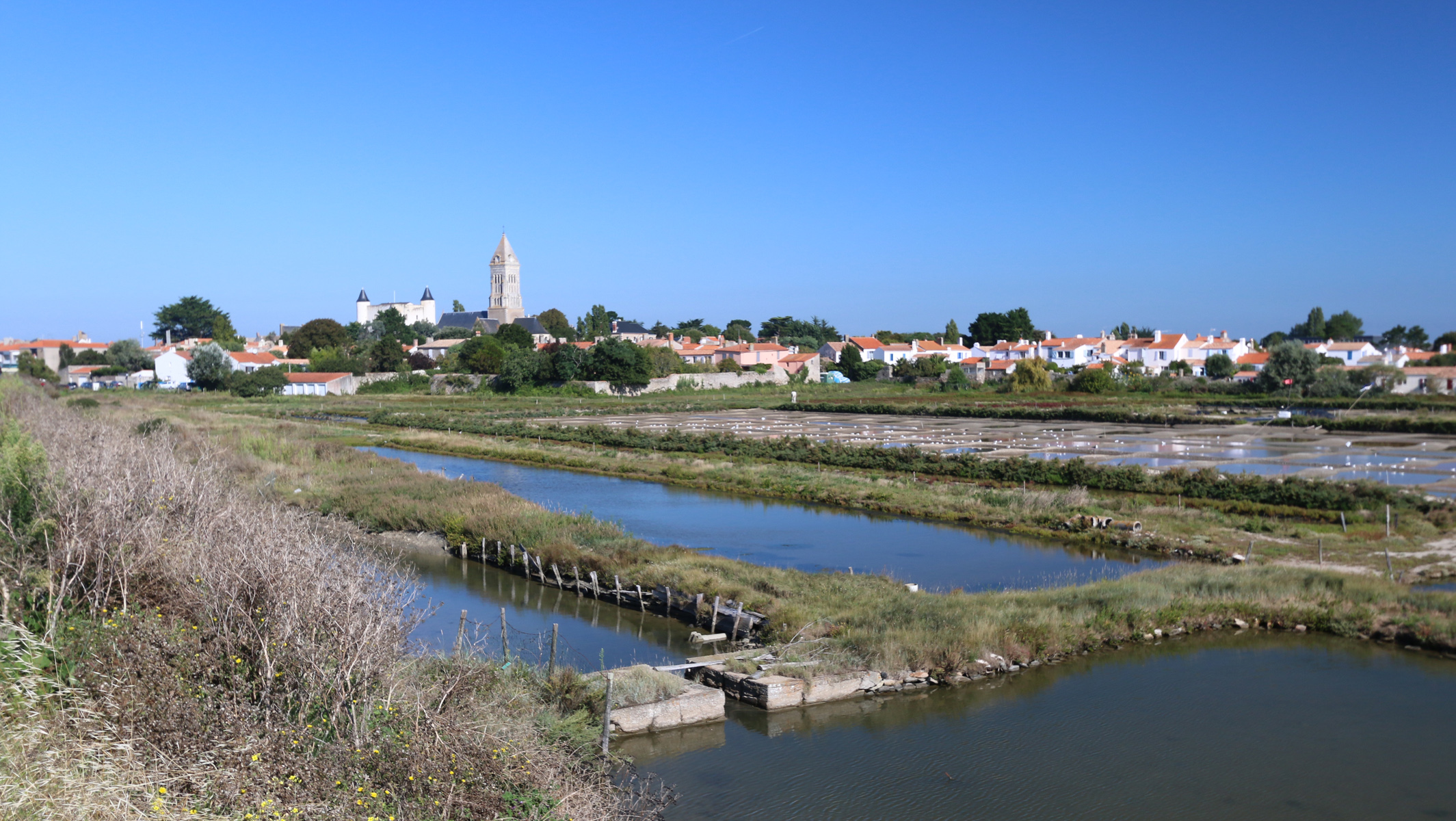
Noirmoutier-en-l'Île
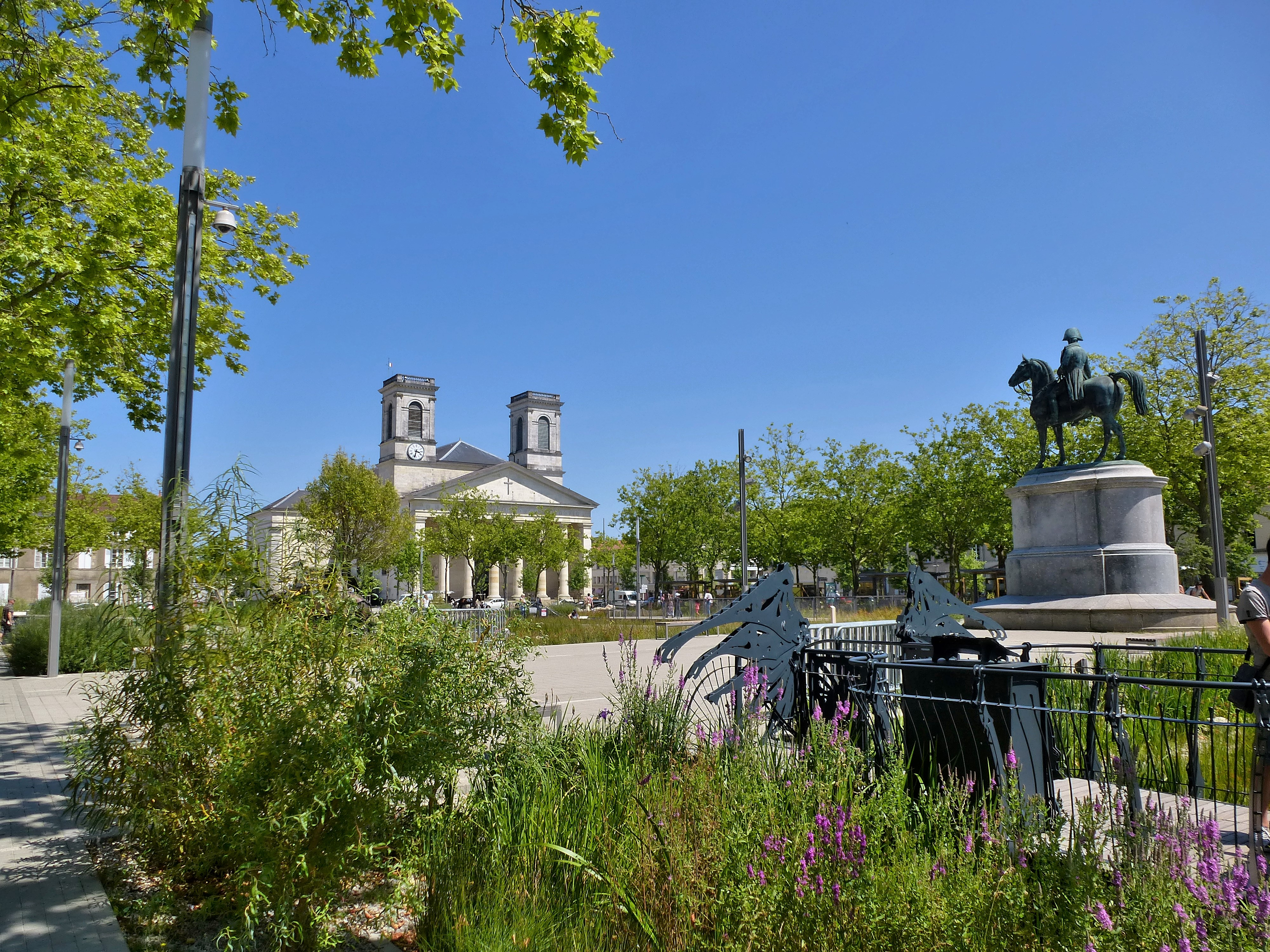
Place Napoléon, La Roche-sur-Yon